# Infekcyjne zapalenie wsierdzia

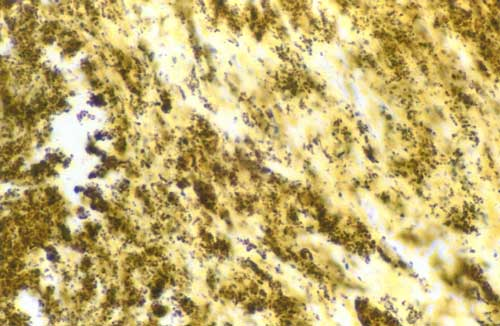
Bartonella henselae w zastawce serca u pacjenta, którego posiew krwi był negatywny. Bakterie widoczne jako czarne ziarnistości

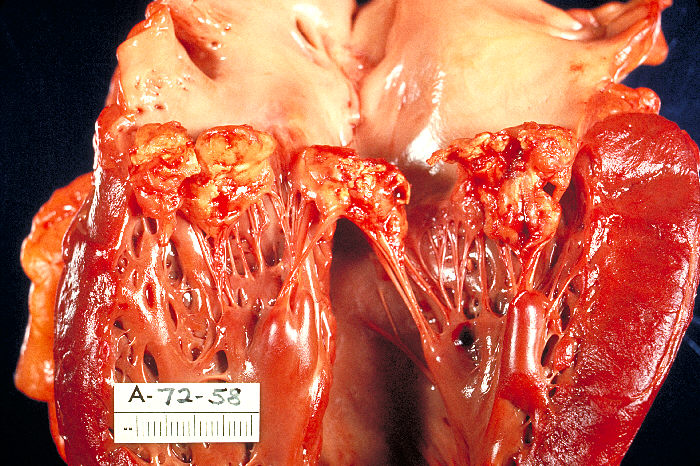
Wegetacje bakteryjne na zastawce mitralnej spowodowane przez bakteryjne zapalenie wsierdzia

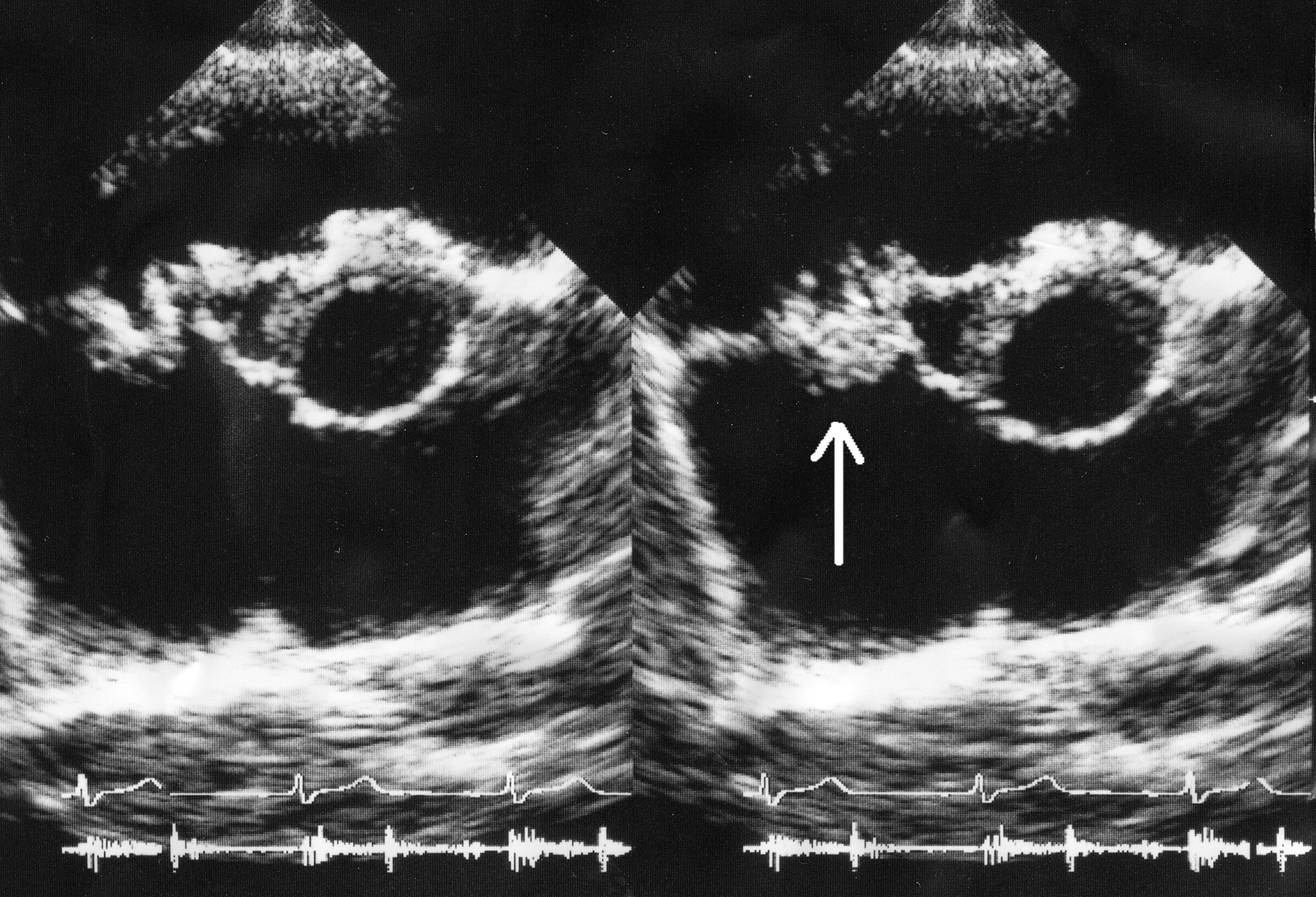
Wegetacje bakteryjne na zastawce trójdzielnej w obrazie USG serca

Infekcyjne zapalenie wsierdzia (IZW; łac. endocarditis infectiosa) – choroba rozwijająca się wskutek zakażenia wsierdzia. Najczęściej rozwija się w obrębie zastawek, ale dotyczy także jam serca, dużych naczyń krwionośnych oraz ciał obcych (np. elektrody stymulatora, implantowany kardiowerter-defibrylator, sztuczne zastawki, cewniki donaczyniowe) mających kontakt z krwią i wsierdziem.

## Klasyfikacja
- ze względu na aktywność choroby: czynne (aktywne), wyleczone (przebyte)
- ze względu na nawroty choroby: nawrotowe, przetrwałe
- ze względu na pewność rozpoznania: pewne, podejrzane, możliwe
- ze względu na patologię: zapalenie zastawki własnej, zapalenie zastawki sztucznej (wczesne – do roku od wszczepienia – lub późne)
- ze względu na lokalizację: zastawka aortalna, zastawka mitralna, zastawka trójdzielna, wsierdzie ścienne, inne
- ze względu na czynnik etiologiczny

Pełne rozpoznanie może obejmować kilka wyżej wymienianych terminów, np. podejrzenie późnego zapalenia protezy zastawki mitralnej o nieustalonej etologii. Dawniej używany podział wyróżniał postać ostrą, podostrą i przewlekłą infekcyjnego zapalenia wsierdzia.

## Epidemiologia
- zapadalność w populacji ogólnej: 2–12 osób na 100 tys. na rok i zwiększa się z wiekiem
- większość dorosłych chorych jest w wieku 50–70 lat
- choroba dotyczy mężczyzn dwukrotnie częściej niż kobiety
- częstość wśród osób z wadą serca: 1–2%
- znacznie zwiększona częstość u osób poddawanych hemodializom
- 10–15% przypadków to zakażenia szpitalne (najczęściej związane z procedurami inwazyjnymi)

## Etiologia
- najczęściej bakteryjna (w 90%): paciorkowce (Streptococcus viridans), gronkowce (gł. Staphylococcus aureus, rzadziej Staphylococcus epidermidis), inne ziarenkowce (enterokoki, pneumokoki, gonokoki), bakterie Gram(-) z grupy HACEK, prątki (rzadko)
- rzadko grzybicza (bielnik biały, kropidlaki, Histoplasma capsulatum)
- bardzo rzadko inna (chlamydie, riketsje, mykoplazmy)

U ok. 1/3 chorych nie udaje się ustalić etiologii. Znaczna część pozostałych przypadków ma swoje źródło w chorobach zębów i przyzębia.

## Patogeneza
- Choroby predysponujące do infekcyjnego zapalenia wsierdzia na naturalnej zastawce: przebyta choroba reumatyczna, wrodzone wady serca, niedomykalność zastawki mitralnej, kardiomiopatia przerostowa, inne wady serca (obejmujące aparat zastawkowy, np. zwężenie zastawki aortalnej).
- Najczęściej choroba dotyczy zastawki aortalnej, rzadziej mitralnej lub trójdzielnej. W ok. 10% przypadków choroba obejmuje więcej niż jedną zastawkę.
- Ważną przyczyną infekcyjnego zapalenia wsierdzia jest narkomania dożylna – choroba dotyczy wówczas młodszej populacji, zajmuje zastawki prawego serca (gł. zastawkę trójdzielną), często nawraca, ma nietypową etiologię (najczęściej Staphylococcus aureus, także bakterie Gram(-) nienależące do grupy HACEK (najczęściej Pseudomonas sp.), grzyby lub kilka drobnoustrojów jednocześnie).
- Infekcyjne zapalenie wsierdzia związane ze sztucznymi zastawkami odpowiada za 10–30% przypadków choroby, oznacza to jednocześnie, że dotyczy 2–3% pacjentów w ciągu roku po wymianie zastawki i ok. 0,5% / rok w kolejnych latach. Rozwija się najczęściej w drugim miesiącu po zabiegu i dotyczy częściej protezy zastawki aortalnej niż mitralnej. Wówczas najczęstszymi czynnikami etiologicznymi są: Staphylococcus epidermidis, Staphylococcus aureus, dyfteroidy, Escherichia coli, Candida sp. i Aspergillus sp. Po upływie roku od operacji najczęstszą przyczyną jest zakażenie gronkowcami koagulazoujemnymi lub gronkowcem złocistym (Staphylococcus aureus), paciorkowcami, dyfteroidami lub bakteriami z grupy HACEK.

Infekcyjne zapalenie wsierdzia prowadzi do:
- niszczenia wsierdzia i aparatu zastawkowego (przedziurawienie płatka, pęknięcie struny ścięgnistej, ropnie okołozastawkowe, tętniaki i przetoki);
- zatorów obwodowych, co prowadzi do zawałów różnych tkanek, mnogich ropni i zakażeń;
- nieadekwatnej odpowiedzi immunologicznej.

Zmiany patologiczne swoiste dla infekcyjnego zapalenia wsierdzia:
- Wegetacje: konglomeraty drobnoustrojów, trombocytów, fibryny i komórek zapalnych; ruchome lub duże (> 10 mm) wegetacje zwiększają ryzyko zatorowości.
- Tętniaki zapalne (mykotyczne): powstają najczęściej w przebiegu zakażenia Staphylococcus aureus, zwykle w odgałęzieniach tętnicy środkowej mózgu, wywołane zatorem septycznym z wtórnym zniszczeniem ściany tętnicy.

## Objawy i przebieg
Zależy w dużej mierze od lokalizacji:
- Gdy zajęte są elementy prawego serca dominują objawy zapalenia płuc (dreszcze, gorączka, nocne poty, osłabienie) oraz zatorowości płucnej. Rzadziej występują objawy prawokomorowej niewydolności serca, kaszel i ból klatki piersiowej o charakterze opłucnowym.
- Gdy zajęte są elementy lewego serca dominują objawy ostrej niewydolności aparatu zastawkowego (o różnym nasileniu) oraz zatorowości obwodowej.

### Objawy podmiotowe
Objawy podmiotowe są niecharakterystyczne:
- podwyższona temperatura ciała (u 80%), dreszcze, zlewne poty
- złe samopoczucie, osłabienie, splątanie
- bóle stawowe i mięśniowe
- brak apetytu, utrata masy ciała
- duszność, kaszel
- ból głowy, brzucha, pleców, w klatce piersiowej lub kończyny dolnej
- nudności i wymioty, biegunka.

### Objawy przedmiotowe
- gorączka;
- szmery sercowe, najczęściej niedomykalności zastawki mitralnej lub aortalnej;
- objawy niewydolności serca (lub ich zaostrzenie);
- objawy neurologiczne;
- obwodowe objawy naczyniowe: wybroczyny skórne i podpaznokciowe, guzki Oslera, plamki Rotha, objaw Janewaya;
- w długo trwającym infekcyjnym zapaleniu wsierdzia: powiększenie śledziony, palce pałeczkowate, skóra barwy „kawy z mlekiem”.

### Nieprawidłowości w badaniach laboratoryjnych
Morfologia krwi
- przyspieszenie OB
- leukocytoza z przewagą neutrofilów
- niedokrwistość
- zwiększone stężenie fibrynogenu, CRP i immunoglobulin we krwi
- zwiększone miano RF, ANCA (bardzo rzadko), obecność krążących kompleksów immunologicznych

Badanie ogólne moczu
- krwinkomocz, białkomocz

EKG
Nieprawidłowości w EKG są nieswoiste:
- świeże zaburzenia przewodzenia przedsionkowo-komorowego;
- zmiany niedokrwienne lub cechy świeżego zawału serca.

RTG klatki piersiowej
- cechy niewydolności serca lub zatorowości płucnej.

ECHO serca
- obecność wegetacji – badanie nie pozwala odróżnić zmian powstałych podczas wcześniejszych epizodów choroby od świeżo powstałych
- cechy uszkodzenia aparatu zastawkowego: niedomykalność, tętniak zastawki mitralnej, tętniak rzekomy, ropnie, przetoki wewnątrzsercowe
- protezy zastawkowe uniemożliwiają wykrycie wegetacji, niemożliwe bywa też odróżnienie zwyrodnienia elementów zastawki naturalnej od małych wegetacji

Badania mikrobiologiczne
- posiewy krwi (ew. materiału uzyskanego podczas operacji) pozwalają wykryć czynnik etiologiczny (u 2/3 chorych);
- niekiedy wykorzystuje się PCR lub badania serologiczne.

## Przebieg choroby
Nieleczone infekcyjne zapalenie wsierdzia kończy się śmiercią. Główne przyczyny zgonu to niewydolność serca i udar mózgu. Przebieg zależy głównie od rodzaju zajętej zastawki (naturalna czy sztuczna), czynnika etiologicznego i ew. od czasu, który upłynął od zabiegu. Przebieg kolejnego epizodu choroby lub nawrotu (zwykle w ciągu pierwszych dwóch miesięcy, najczęściej związane z dożylnym przyjmowaniem narkotyków) jest znacznie gorszy.
- Powikłania
  - Incydenty zatorowe – najczęściej u chorych z ruchomymi i dużymi wegetacjami lub zlokalizowanymi na przednim płatku zastawki mitralnej; prawidłowe leczenie znacznie zmniejsza ryzyko incydentu zatorowego, ale nie obejmuje standardowo leczenia przeciwzakrzepowego; zator tętnicy wieńcowej może być przyczyną manifestacji choroby niedokrwiennej serca, zator naczyń mózgowych może być przyczyną udaru mózgu.
  - Powikłania płucne:
    - zatorowość płucna,
    - zapalenie płuc,
    - gorączka utrzymująca się przez ponad 3 tygodnie mimo odpowiedniego leczenia może wskazywać na ropień płuca.

  - Ostra niedomykalność zastawki – ciężka niedomykalność zastawki aortalnej lub mitralnej wymaga pilnej interwencji operacyjnej.
  - Zapalenie mięśnia sercowego – znacząco pogarsza rokowanie; stanowi wskazanie do pilnej interwencji operacyjnej.
  - Zapalenie osierdzia.
  - Zapalenie aorty.
  - Zaburzenia rytmu i przewodzenia – związane z postępującym niedokrwieniem mięśnia sercowego; komorowe zaburzenia rytmu pogarszają rokowanie; nasilone zaburzenia stanowią wskazanie do interwencji operacyjnej.
  - Wtórna kardiomiopatia restrykcyjna.
  - Ostra niewydolność nerek – znacząco pogarsza rokowanie, ale jest odwracalna u większości chorych, którzy przeżyją ostrą fazę zakażenia:
    - następstwo kłębuszkowego zapalenia nerek wywołanego odkładaniem kompleksów immunologicznych (wtórne błoniastorozplemowe kłębuszkowe zapalenie nerek); może być pierwszym objawem infekcyjnego zapalenia wsierdzia;
    - spowodowana niestabilnością hemodynamiczną;
    - spowodowana toksycznym działaniem antybiotyków (zwłaszcza aminoglikozydów, ale także wankomycyny i penicylin);
    - pooperacyjna;
    - spowodowana zawałami i zatorami nerek, także mnogimi ropniami nerek;
    - spowodowana użyciem środków cieniujących.

## Rozpoznanie
- Kryteria:
  - pewne infekcyjne zapalenie wsierdzia – potwierdzone obiektywne cechy zajęcia wsierdzia u chorego z sepsą lub uogólnionym zakażeniem;
  - prawdopodobne infekcyjne zapalenie wsierdzia – nowy szmer, epizod zatorowy, posocznica, krwinkomocz, kłębuszkowe zapalenie nerek lub gorączka u chorego z towarzyszącymi objawami;
  - czynne infekcyjne zapalenie wsierdzia – dodatnie wyniki posiewów krwi lub materiału pobranego śródoperacyjnie, cechy zapalenia wsierdzia stwierdzone śródoperacyjnie lub przerwana antybiotykoterapia rozpoczęta z powodu infekcyjnego zapalenia wsierdzia;
  - nawrót infekcyjnego zapalenia wsierdzia – jeśli od pierwszego epizodu minął przynajmniej rok lub kolejny epizod wywołany jest innym patogenem; w pozostałych sytuacjach rozpoznaje się przetrwałe infekcyjne zapalenie wsierdzia.

### Zmodyfikowane kryteria z Duke University
Do rozpoznania infekcyjnego zapalenia wsierdzia konieczne jest stwierdzenie obecności 2 dużych albo 1 dużego i 3 małych lub 5 małych kryteriów.
- Duże:
  - Uzyskanie 2 dodatnich posiewów krwi ze wzrostem typowych dla zapalenia wsierdzia drobnoustrojów.
  - Wykazanie w badaniu ECHO narośli bakteryjnych, ropni wewnątrzsercowych, nowego przecieku okołozastawkowego lub nowej niedomykalności zastawkowej.
- Małe:
  - Obecne czynniki predysponujące do zapalenia wsierdzia.
  - Gorączka powyżej 38 °C.
  - Zmiany naczyniowe: zatory tętnicze, septyczny zawał płuca, tętniaki grzybiaste.
  - Odczyny immunologiczne, kłębkowe zapalenie nerek, guzki Oslera, plamki Rotha.
  - Wynik badania ECHO sugerujący zapalenie wsierdzia, lecz nie spełniający dużych kryteriów.
  - Uzyskanie dodatnich posiewów krwi ze wzrostem drobnoustrojów innych, niż typowo powodujących zapalenie wsierdzia.

### Diagnostyka
- posiewy krwi – zawsze przed rozpoczęciem antybiotykoterapii; co najmniej trzy próbki w przynajmniej godzinnych odstępach; w razie wcześniejszego przyjmowania antybiotyków posiewy powinno wykonać się po przynajmniej dwudniowej przerwie w leczeniu.
- badanie echokardiograficzne – przezklatkowe (TTE) lub przezprzełykowe (TEE; u chorych z ujemnym wynikiem TTE i dużym prawdopodobieństwem choroby, u chorych ze sztuczną zastawką, u chorych z zajęciem zastawki aortalnej oraz przed operacją); niekiedy celowe jest uzupełnienie badania echokardiografią kontrastową;
- u chorych poddanych operacji należy wykonać posiew uzyskanego materiału, badanie mikroskopowe oraz PCR;
- przy podejrzeniu zakażenia Bartonella, Brucella, Histoplasma capsulatum, Cryptococcus neoformans, Legionella, Chlamydia, Coxiella burnetti wskazane jest wykonanie badań serologicznych;
- infekcyjne zapalenie wsierdzia na zastawce aortalnej jest względnym przeciwwskazaniem do wykonywania angiografii wieńcowej.

### Różnicowanie
- choroby układowe tkanki łącznej (zwłaszcza toczeń rumieniowaty, rzadziej choroba Behçeta, ziarniniakowatość z zapaleniem naczyń, choroba Kawasakiego);
- choroby nowotworowe, rakowiak;
- zaburzenia hematologiczne;
- zaburzenia reumatologiczne (zwłaszcza reumatoidalne zapalenie stawów, infekcyjne zapalenie stawów);
- gorączka reumatyczna;
- inne przyczyny gorączki;
- wyrośla Lambla.

## Leczenie
Rozpoznanie infekcyjnego zapalenia wsierdzia jest wskazaniem do hospitalizacji, trwającej zwykle 4–6 tygodni. Oprócz postępowania celowanego konieczna jest również eradykacja rozpoznawalnych ognisk zakażenia (w szczególności w obrębie jamy ustnej, nosogardzieli, zatok obocznych nosa).
- Leczenie farmakologiczne:
  - antybiotykoterapia dożylna ustalona na podstawie antybiogramów
  - w razie pilnej konieczności rozpoczęcia leczenia – antybiotykoterapia empiryczna w zależności od podejrzewanej etiologii:
    - paciorkowce – najczęściej ceftriakson, wankomycyna, penicylina G, gentamycyna lub netylmycyna
    - gronkowce – najczęściej wankomycyna, oksacylina, ryfampicyna lub gentamycyna
    - inne drobnoustroje – ampicylina, penicylina G, wankomycyna, gentamycyna, tobramycyna, ceftriakson, linezolid, imipenem, doksycyklina, ryfampicyna, cyprofloksacyna, amfoterycyna B lub inne

  - czas stosowania antybiotyku zależy od etiologii, rodzaju zastawki objętej procesem chorobowym oraz obecności powikłań
  - profilaktyka przeciwgrzybicza (np. flukonazol)
  - u chorych przewlekle przyjmujących leki przeciwkrzepliwe, należy acenokumarol (lub warfarynę) zastąpić heparyną niefrakcjonowaną
- Leczenie inwazyjne:
  - wskazania: umiarkowana lub ciężka niewydolność serca, dodatnie posiewy krwi po 7–10 dniach antybiotykoterapii, zajęcie struktur okołozastawkowych, zakażenie niektórymi drobnoustrojami (grzyby, Brucella, Coxiella, Staphylococcus lugdunensis), nawracająca zatorowość, ruchome lub duże wegetacje;
  - zabieg najczęściej obejmuje wymianę zajętej zastawki, niekiedy plastykę płatków lub usunięcie wegetacji, rzadziej oczyszczenie zakażonego miejsca (w przypadku obecności ropnia lub nacieku);
  - ew. usunięcie wszczepionego wcześniej, zakażonego stymulatora lub kardiowertera-defibrylatora.
- Monitorowanie:
  - temperatura ciała – przy niepowikłanym przebiegu temperatura ciała normalizuje się po 5–10 dniach leczenia; utrzymywanie się gorączki wskazuje na rozwój powikłań;
  - CRP – gwałtownie maleje po 7–14 dniach leczenia, ale normalizuje się po 4–6 tygodniach; utrzymywanie się wysokich wartości wskazuje na nadal toczące się zakażenie;
  - liczba leukocytów – normalizuje się do 14 dni od rozpoczęcia leczenia; utrzymująca się leukocytoza wskazuje na czynne zakażenie
  - wskazane kontrolowanie liczby trombocytów i erytrocytów;
  - poziom kreatyniny w surowicy – wskazane seryjne pomiary w celu wczesnego uchwycenia zaburzeń czynności nerek;
  - badanie echokardiograficzne – do oceny uszkodzenia zastawek i tkanek okołozastawkowych, także po zakończeniu leczenia;
  - EKG – w celu uchwycenia zaburzeń rytmu i przewodzenia.
- Leczenie w ciąży:
  - chinolony są przeciwwskazane w okresie ciąży;
  - aminoglikozydy tylko w wypadku wyraźnych wskazań (ryzyko uszkodzenia nerwów słuchowych u płodu);
  - zachować ostrożność przy stosowaniu wankomycyny (monitorowanie stężenia leku).

## Rokowanie
Nieleczona choroba kończy się najczęściej śmiercią.
- Rokowanie zależy głównie od czynnika etiologicznego, czasu, który upłynął od pierwszych objawów do rozpoczęcia właściwego leczenia, wieku chorego oraz obecności powikłań zatorowych.
- Ryzyko zgonu okołooperacyjnego wynosi 33–45%, odsetek odległych przeżyć chorych operowanych – 50–80%.
- Ryzyko zgonu chorych poddanych operacji wynosi – w zależności od etiologii – od 4 (etiologia paciorkowcowa) do ponad 80% (etiologia grzybicza).
- Infekcyjne zapalenie wsierdzia u chorego hemodializowanego ma znacząco gorsze rokowanie.
- Wpływ na aktywność życiową – uzależniony głównie od stopnia niewydolności krążenia oraz ewentualnych ubytków neurologicznych.

## Zapobieganie
Idea możliwości profilaktyki infekcyjnego zapalenia wsierdzia zrodziła się na początku XX wieku i jest przedmiotem licznych kontrowersji.
W założeniu w trakcie określonych procedur medycznych lub sytuacji życiowych dochodzi do pojawienia się bakterii we krwi, które to osiadają na zastawkach i powodują zapalenie. Wykazano jednak, iż np. bakterie we krwi pojawiają się również np. przy żuciu gumy, szczotkowaniu czy nitkowaniu zębów.
Zapalenie wsierdzia, nawet w grupie chorych o podwyższonym ryzyku, jest chorobą rzadką, natomiast procedury w przypadku których konieczne byłoby profilaktyczne podawanie antybiotyków stosunkowo częste. Konsekwentne, szerokie stosowanie profilaktyki zapalenia wsierdzia mogłoby prowadzić do wystąpienia sumarycznie dużej ilości powikłań (np. niepożądana reakcja na antybiotyk, rozchwianie antykoagulacji u chorych z protezami mechanicznymi zastawek, zwiększenie oporności na antybiotyki).
Niektóre towarzystwa kardiologiczne, np. w Wielkiej Brytanii, nie zalecają w ogóle stosowania profilaktyki zapalenia wsierdzia. Najnowsze wytyczne Europejskiego Towarzystwa Kardiologicznego (ESC) zalecają stosowanie profilaktyki jedynie u chorych o wysokim ryzyku zapalenia wsierdzia i w przypadku jedynie określonych procedur medycznych.
Chorzy u których powinno się stosować profilaktykę zapalenia wsierdzia w sytuacjach wymienionych poniżej (ESC, klasa rekomendacji IIaC):
- chorzy u których wszczepiono zastawkę serca bądź użyto materiału protetycznego do naprawy zastawki
- chorzy którzy przeszli zapalenie wsierdzia
- wybrani chorzy z wrodzonymi wadami serca:
  - chorzy z siniczą wadą serca u których nie przeprowadzono korekcji, bądź z niepełną korekcją wady (IIaC)
  - chorzy ze skorygowaną wadą, tylko jednak jeśli przy korekcji wykonano implantację materiału protetycznego. Profilaktyka jest konieczna jedynie przez okres 6 miesięcy (IIaC)
  - jeśli po korekcji wady z implantacją materiału protetycznego pozostaje nadal wada resztkowa (np. przeciek) (IIaC)

- w przypadku wszystkich pozostałych grup chorych stosowanie profilaktyki zapalenia wsierdzia może zdaniem ekspertów ESC przynieść więcej szkód niż pożytku (ESC, klasa rekomendacji IIIC)

Sytuacje w których powinno się rozważyć zastosowanie profilaktyki zapalenia wsierdzia (ESC, klasa rekomendacji IIaC):
- jedynie niektóre zabiegi dentystyczne, w których wykazano znaczną bakteriemię. Należą do nich:
  - zabiegi na dziąsłach
  - głębokie zabiegi na zębach, obejmujące manipulacje okolicy wierzchołków zębów
  - zabiegi z przerwaniem ciągłości (nacięcie, nie iniekcje) błony śluzowej jamy ustnej

Przykłady sytuacji, w których NIE NALEŻY stosować profilaktyki zapalenia wsierdzia (ESC, klasa rekomendacji IIIC):
- bronchoskopia, laryngoskopia, intubacja
- gastroskopia, kolonoskopia, cystoskopia, echokardiografia przezprzełykowa
- zabiegi na skórze lub tkankach miękkich